# Blood Bowl
Blood Bowl (с англ. — «Кровавый кубок») — настольная игра, разработанная дизайнером Джервисом Джонсоном для Games Workshop в сеттинге Warhammer Fantasy. Игра представляет собой средневековую жестокую пародию на американский футбол.

## Игровой процесс
В Blood Bowl играют два игрока в роли тренеров соперничающих команд на прямоугольном игровом поле. Цель игры основана на американском футболе и регби — завладеть мячом, донести его до очковой зоны и не допустить того же самого со стороны противоположной команды. Ради достижения этой цели в ход могут пойти всевозможные честные и нечестные способы противоборства — оппонента можно не только прессинговать, но и калечить, применять по нему боевую магию, утюжить, выбивать его за пределы поля (где о нём уже «позаботится» толпа «благодарных» болельщиков).
Перед игрой каждый тренер выбирает расу своей команды, обладающую определенными особенностями: эльфы ловкие и увёртливые, дварфы и орки — более выносливые и непробиваемые. Кроме того, каждый игрок команды обладает определенной игровой специализацией, например, бросающие более точны в подаче паса, принимающие — в его приёме. Также в составе команды может выступать «звёздный» игрок-герой с выдающимися характеристиками.
При игре в лиге игроки по мере проведения матчей могут получать опыт за проведённые полезные действия, который можно потратить на дополнительные навыки. Можно приобретать общекомандные возможности, например группу поддержки, помощников тренера, санитаров, подкуп судей.

## Правила игры
Команда состоит из 11-16 игроков. На поле может находиться одновременно только 11. Каждый игрок представлен на поле в виде игровой фигурки-миниатюры и обладает определёнными характеристиками и навыками, влияющими на его игру. Существует четыре базовые характеристики:
- Скорость (англ. Move Allowance, MA), отражающая то, насколько далеко игрок может двигаться при ходе своей команды.
- Сила (англ. Strength, ST), отражающая бойцовские возможности игрока.
- Ловкость (англ. Agility, AG), отражающая то, как хорошо игрок владеет мячом и уворачивается от противников.
- Защита (англ. Armor Value, AV), отражающая то, насколько легко или трудно игрока покалечить.

Дополнительные навыки положительно или отрицательно влияют на определенные аспекты игры. Например, навык «Блок» помогает игроку успешней блокировать соперника, «Уклонение» позволяет убегать из зоны контроля, «Надежная хватка» облегчает взятие мяча с земли.
Команды действуют по очереди на протяжении двух периодов по 8 полных раундов ходов с обеих сторон. Основная задача команды — захватить мяч и выполнить тачдаун — пронести мяч в очковую зону соперника. За каждый тачдаун начисляется одно очко. Набравшая больше всего очков команда побеждает.
На своём ходу тренер может дать каждому игроку одну из следующих команд:
- Передвижение — переместиться по полю. Игрок так же может выполнить спринт — передвинуться дальше, чем это позволено характеристикой Скорости, однако за каждую лишнюю клетку нужно кидать игральную кость, чтобы выяснить успех перемещения, в случае неудачи игрок спотыкается и падает. Если игрок находится или пересекает зону контроля соперника (клетки вокруг игрока противника), то существует вероятность, что игрок будет остановлен силовым приемом.
- Блокирование — ведение силового приема по отношению к рядом стоящему сопернику. В этом случае исход поединка решается броском игровых костей. На исход поединка влияет Сила борцов и находящихся рядом игроков, оказывающих поддержку. В зависимости от этого одна из сторон может получить преимущество в нападении — она может бросить кость до трёх раз и выбрать наиболее подходящий для себя исход.
- Блиц — одновременное перемещение и блокирование игроком. За свой ход можно выполнить только один блиц.
- Грязный приём — передвижение и удар по лежащему сопернику. В случае неудачи выполняющий прием игрок может быть удалён с поля.
- Пас — передвижение и переброс мяча своему игроку. На точность паса влияет Ловкость и дальность паса.
- Передача — передвижение и передача мяча рядом стоящему игроку.

Если любое из действий игрока заканчивается неудачей, ход команды досрочно заканчивается (за некоторыми исключениями) — объявляется «передача хода». Это правило заставляет тренеров действовать слаженно и наверняка, а вкупе с временным ограничением на каждый ход — ещё и быстро и стремительно.